# Eranina piriana
Eranina piriana är en skalbaggsart som först beskrevs av Martins och Maria Helena M. Galileo 1993.  Eranina piriana ingår i släktet Eranina och familjen långhorningar.
Artens utbredningsområde är Venezuela. Inga underarter finns listade i Catalogue of Life.